# パルマ県

パルマ県
Provincia di Parma

パルマ県（パルマけん、Provincia di Parma）は、イタリア共和国エミリア＝ロマーニャ州に属する県のひとつ。県都はパルマ。

## 地理

### 位置・広がり
東西に長いエミリア＝ロマーニャ州の西部に位置する。同州西部に並ぶ他の県とともに、東北―西南に細長い県域を持つ。県都パルマは県域の北東部に位置しており、州都ボローニャから西北西へ87km、ラ・スペツィアから北東へ88km、ミラノから南東へ116km、ジェノヴァから東北東へ118km、ヴェネツィアから東南東へ171km、首都ローマから北北西へ370kmの距離にある。
隣接する県は以下の通り。
- クレモナ県 （ロンバルディア州） - 北
- マントヴァ県 （ロンバルディア州） - 北東
- レッジョ・エミリア県 - 東
- マッサ＝カッラーラ県 （トスカーナ州） - 南
- ラ・スペツィア県 （リグーリア州） - 南西
- ジェノヴァ県 （リグーリア州） - 西
- ピアチェンツァ県 - 北西

### 県内の地域と主要な都市

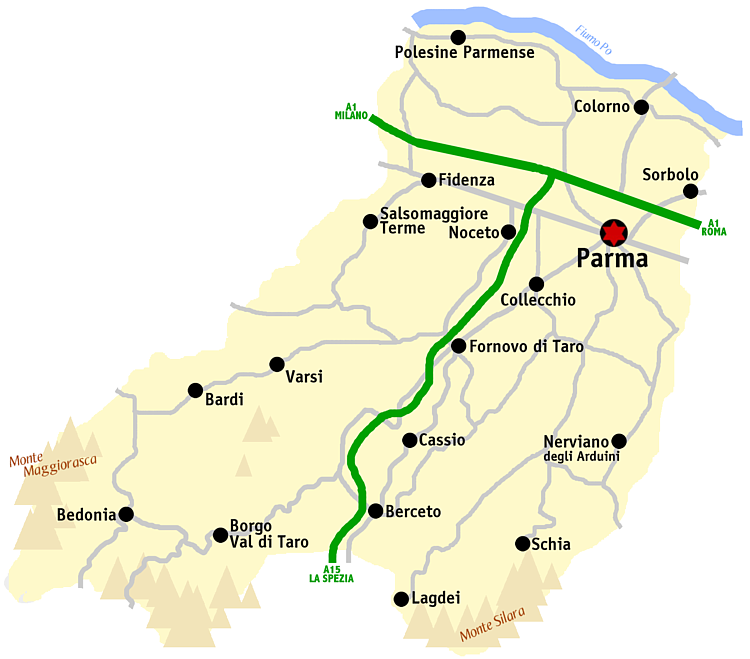
パルマ県

2001年の国勢調査に基づく居住地区（Località abitata）別人口統計によれば、人口5000人以上の都市・集落は以下の通り。
- パルマ - 141,310人
- フィデンツァ - 19,857人
- サルソマッジョーレ・テルメ - 14,437人
- コッレッキオ - 6,824人
- ノチェート - 6,566人
- ソルボロ - 6,493人
- コロルノ - 5,984人
- ランギラーノ - 5,195人
- ボルゴ・ヴァル・ディ・ターロ - 5,022人

- パルマ
- フィデンツァ

## 行政区画

### コムーネ
パルマ県には44のコムーネが属する。主要なコムーネ（人口10,000人以上）は下表の通り。左端の数字はISTATコードを示す。人口は2023年1月1日現在。
| コード | 自治体名                   | 人口    |
| ------ | -------------------------- | ------- |
| 034027 | パルマ                     | 197,018 |
| 034014 | フィデンツァ               | 27,045  |
| 034032 | サルソマッジョーレ・テルメ | 20,054  |
| 034009 | コッレッキオ               | 14,711  |
| 034025 | ノチェート                 | 13,221  |
| 034051 | ソルボロ・メッツァーニ     | 12,818  |
| 034023 | モンテキアルーゴロ         | 11,229  |
| 034018 | ランギラーノ               | 10,801  |
| 034020 | メデザーノ                 | 10,723  |

21世紀に入って以降、以下のコムーネ統廃合 (it:Fusione di comuni italiani) が行われている。
2014年発足
- シッサ・トレカザーリ（シッサ、トレカザーリが合併）

2016年発足
- ポレージネ・ジベッロ（ポレージネ・パルメンセ、ジベッロが合併）

2019年発足
- ソルボロ・メッツァーニ（メッツァーニ、ソルボロが合併）

## 人物

### 著名な出身者
- ジュゼッペ・ヴェルディ - 作曲家。ブッセート生まれ。
- アルトゥーロ・トスカニーニ - 指揮者・チェロ奏者。パルマ生まれ。
- ベルナルド・ベルトルッチ - 映画監督。パルマ生まれ。
- ジャンパオロ・ダラーラ - 自動車技術者。自動車メーカー「ダラーラ・アウトモビリ」の創業者。ヴァラーノ・デ・メレガーリ生まれ。